# Кехоу, Фрэнк
Фрэнк Кехоу (англ. Frank Kehoe) — американский ватерполист и прыгун в воду, дважды бронзовый призёр летних Олимпийских игр 1904.
В водном поло на Играх 1904 в Сент-Луисе Кехоу выступал за команду этого города в демонстрационном ватерпольном турнире, и его сборная заняла третье место.
Также, Кехоу соревновался в прыжках в воду с вышки. Он разделил третье место с немцем Альфредом Брауншвайгером и получил бронзовую медаль.